# Такано (река)
Такано (яп. 高野川 такано-гава) — река в Японии, в префектуре Киото, приток реки Камо. Длина реки составляет 17-23 (18,9) км, площадь водосборного бассейна — 46,6-67 (46,6) км².
Река начинается к востоку от горы Амагадаке (天ヶ岳, высотой 788 м) на границе префектур Киото и Сига. Такано течёт на юг, минуя Охара (大原) и Ясе (八瀬), и впадает в Камо в районе Дэматиянаги (出町柳).
Вдоль реки проложена дорога национального значения № 367. У устья реки расположен древний храм Симогамо-дзиндзя и священный лес Тадасу-но мори.
В 1935 году наводнение на реке нанесло большой ущерб.